# Bill Taylor (Rennfahrer)
William „Bill“ Franklin Taylor (* 24. Dezember 1918 in Oklahoma; † 5. Mai 2004 Auburndale, Florida) war ein US-amerikanischer Autorennfahrer.

## Karriere
Nach dem Zweiten Weltkrieg, den er auf Okinawa verbrachte, kaufte sich Taylor ein Midget-Car und begann Rennen zu fahren.  1948 wurde er in der Midget-Klasse Zweiter hinter Troy Ruttman, während er die Meisterschaft der West Coast Stock Car Racing Association für sich entscheiden konnte.
1949  versuchte er sich erstmals für die 500 Meilen von Indianapolis zu qualifizieren. Er fuhr dabei einen Rounds Rocket, ein Fahrzeug das mit einem Heckmotor ausgestattet war, was damals revolutionär war. Zur Qualifikation reichte es jedoch nicht. 1952 konnte er sich ebenfalls nicht qualifizieren, da er mit einem Lesovsky-Offenhauser einen Unfall hatte. Auch 1953 reichte es nicht zum Rennen.
Nach seiner Karriere wurde er zunächst Rennsport-Direktor bei Mobil Oil, danach Leiter das USAC-Stock-Car-Programms und schließlich zusammen mit seiner Frau Repräsentant für Simpson Rennausstattung bei der NASCAR.

## Statistik

### Indy-500-Ergebnisse
| Jahr | Startnr. | Start | Qual (km/h) | Ergebnis | Runden | Führung | Ausfall |
| ---- | -------- | ----- | ----------- | -------- | ------ | ------- | ------- |
| 1949 | 51       | DNQ   |             |          |        |         |         |
| 1952 | 47       | DNQ   |             |          |        |         |         |
| 1953 | 39       | DNQ   |             |          |        |         |         |

| Legende  | Legende            | Legende                                                          |
| Farbe    | Abkürzung          | Bedeutung                                                        |
| -------- | ------------------ | ---------------------------------------------------------------- |
| Gold     | –                  | Sieg                                                             |
| Silber   | –                  | 2. Platz                                                         |
| Bronze   | –                  | 3. Platz                                                         |
| Grün     | –                  | Platzierung in den Punkten                                       |
| Blau     | –                  | Klassifiziert außerhalb der Punkteränge                          |
| Violett  | DNF                | Rennen nicht beendet (did not finish)                            |
| Violett  | NC                 | nicht klassifiziert (not classified)                             |
| Rot      | DNQ                | nicht qualifiziert (did not qualify)                             |
| Rot      | DNPQ               | in Vorqualifikation gescheitert (did not pre-qualify)            |
| Schwarz  | DSQ                | disqualifiziert (disqualified)                                   |
| Weiß     | DNS                | nicht am Start (did not start)                                   |
| Weiß     | WD                 | zurückgezogen (withdrawn)                                        |
| Hellblau | PO                 | nur am Training teilgenommen (practiced only)                    |
| Hellblau | TD                 | Freitags-Testfahrer (test driver)                                |
| ohne     | DNP                | nicht am Training teilgenommen (did not practice)                |
| ohne     | INJ                | verletzt oder krank (injured)                                    |
| ohne     | EX                 | ausgeschlossen (excluded)                                        |
| ohne     | DNA                | nicht erschienen (did not arrive)                                |
| ohne     | C                  | Rennen abgesagt (cancelled)                                      |
| ohne     | keine WM-Teilnahme |                                                                  |
| sonstige | P/fett             | Pole-Position                                                    |
| sonstige | 1/2/3/4/5/6/7/8    | Punktplatzierung im Sprint-/Qualifikationsrennen                 |
| sonstige | SR/kursiv          | Schnellste Rennrunde                                             |
| sonstige | *                  | nicht im Ziel, aufgrund der zurückgelegten Distanz aber gewertet |
| sonstige | ()                 | Streichresultate                                                 |
| sonstige | unterstrichen      | Führender in der Gesamtwertung                                   |